# Суматраизам
Суматраизам је авангардни уметнички покрет који је основао српски писац Милош Црњански. Црњански је осмислио основе суматраизма током Првог светског рата, а обзнанио га је 1920. у свом тексту Објашњење Суматре.
Црњански је засновао суматраизам под утицајем експресионизма и футуризма, уводећи своју визију космичке хармоније. Његов концепт је укључивао најважније теме савремене авангардне уметности: прималну силу, сукоб између цивилизације и природе, и наду за новим почетком.

## External links
- Црњански, Милош (26. 7. 2014) [1920]. „Objašnjenje Sumatre”. Klub putnika. Клуб путника. Приступљено 27. 4. 2015.